# Coolie No. 1
Pour plus de détails, voir Fiche technique et Distribution.
Coolie N°1 est un film indien réalisé par David Dhawan sorti en 30 juin 1995. C'est une comédie dont les rôles principaux sont tenus par Govinda et Karisma Kapoor.

## Synopsis
Hoshiyar Chand humilie Shaadikar Gharjode alors que ce dernier se fait le porte parole d'une famille désirant marier son fils à une des filles de Hoshiyar. Pour donner une leçon à ce père de famille prétentieux, Shaadikar se présente à lui en compagnie d'un simple coolie, Raju, qu'il prétend issu d'une famille aisée. Hoshiyar veut immédiatement marier ses deux filles à ce « riche prétendant ».

## Distribution
- Govinda
- Karisma Kapoor
- Kader Khan

## Musique
| # | Titre                         | Chanteurs                 | Temps |
| - | ----------------------------- | ------------------------- | ----- |
| 1 | Aa Jaana Aa Jaana             | Kumar Sanu, Alka Yagnik   | 06:22 |
| 2 | Jeth Ki Dopahri Mein          | Kumar Sanu, Poornima      | 05:00 |
| 3 | Coolie No. 1                  | Kumar Sanu                | 05:24 |
| 4 | Husn Hai Suhana               | Abhijeet, Chandana Dixit  | 06:00 |
| 5 | Tere Pyar Mein Dil Deewana    | Udit Narayan, Alka Yagnik | 05:00 |
| 6 | Kya Majnu Kya Ranjha          | Kumar Sanu, Sadhna Sargam | 06:31 |
| 7 | Main To Raste Se Jaa Raha Tha | Kumar Sanu, Alka Yagnik   | 05:18 |

## Box office
Le film est un super hit ; il récolte plus de 710 300 000 de roupies.